# Ravageurs de la patate douce
Les ravageurs de la patate douce sont principalement des insectes responsables par eux-mêmes de dommages aux cultures de patates douces, et qui peuvent aussi être les vecteurs de maladies virales et bactériennes, outre les maladies cryptogamiques que favorisent ces dégâts. Beaucoup d'entre eux sont polyphages, mais certains insectes sont spécifiques des Convolvulaceae. Ces insectes appartiennent à de nombreuses espèces ; des acariens et des mammifères sont également causes de semblables dommages.

## Insectes

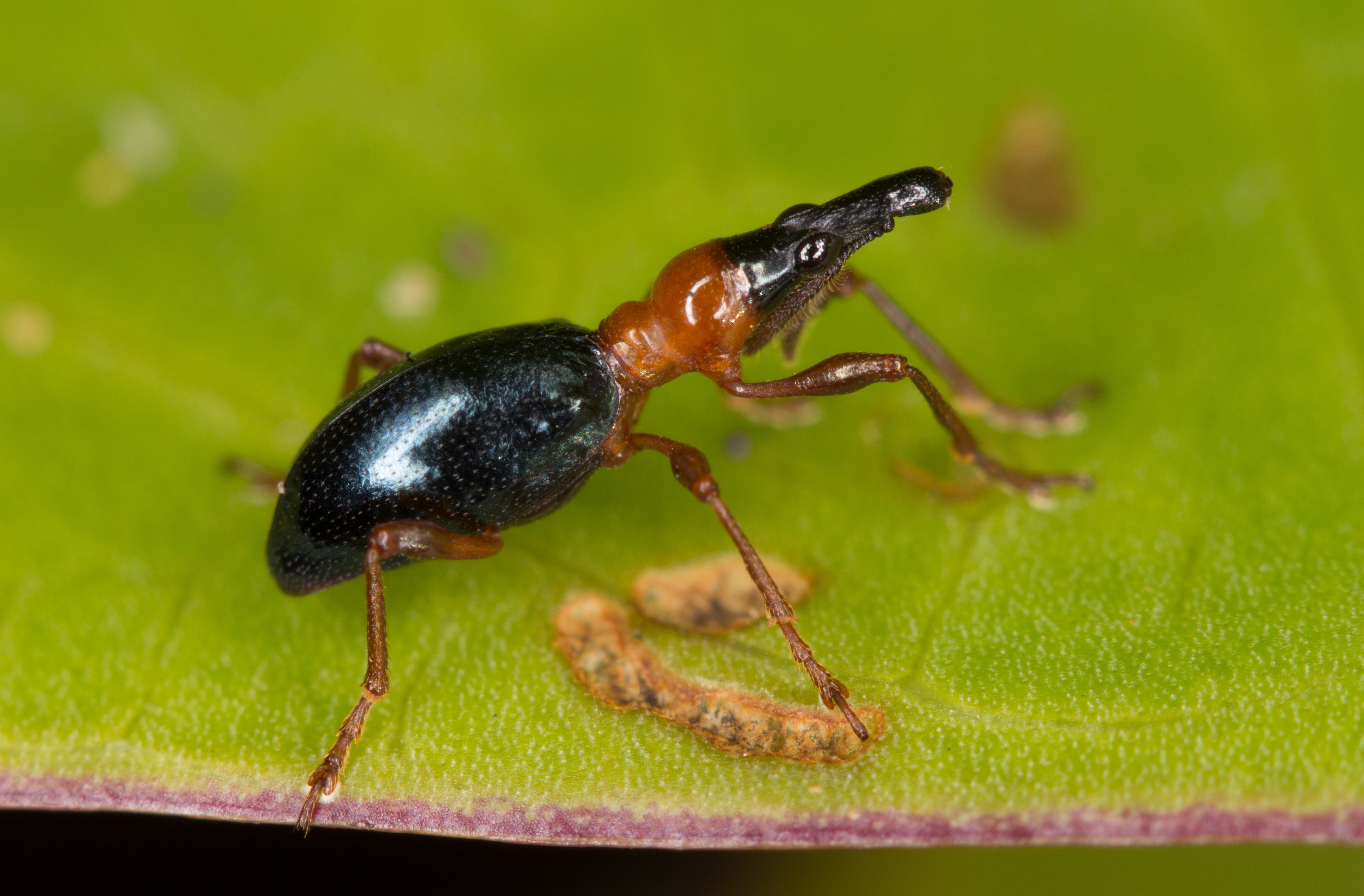
Cylas formicarius (imago).

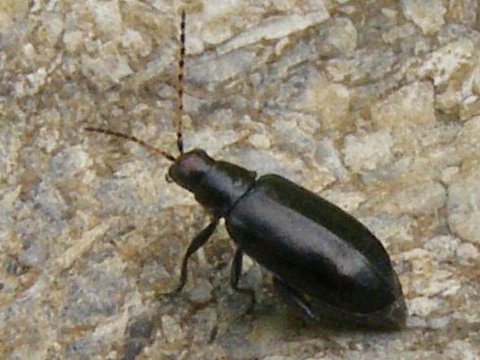
Systena frontalis (altise rouge).

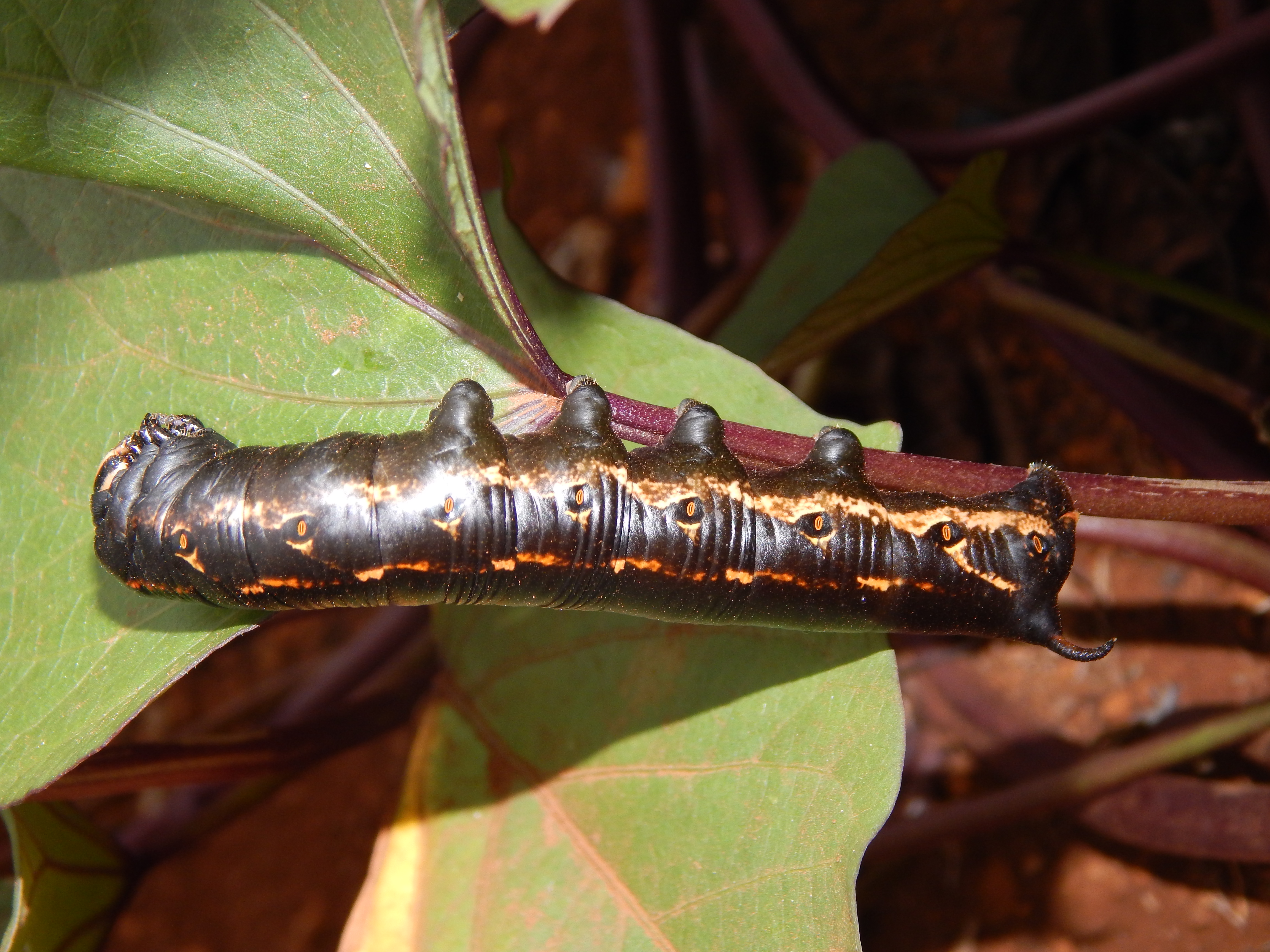
Chenille d’Agrius cingulata.

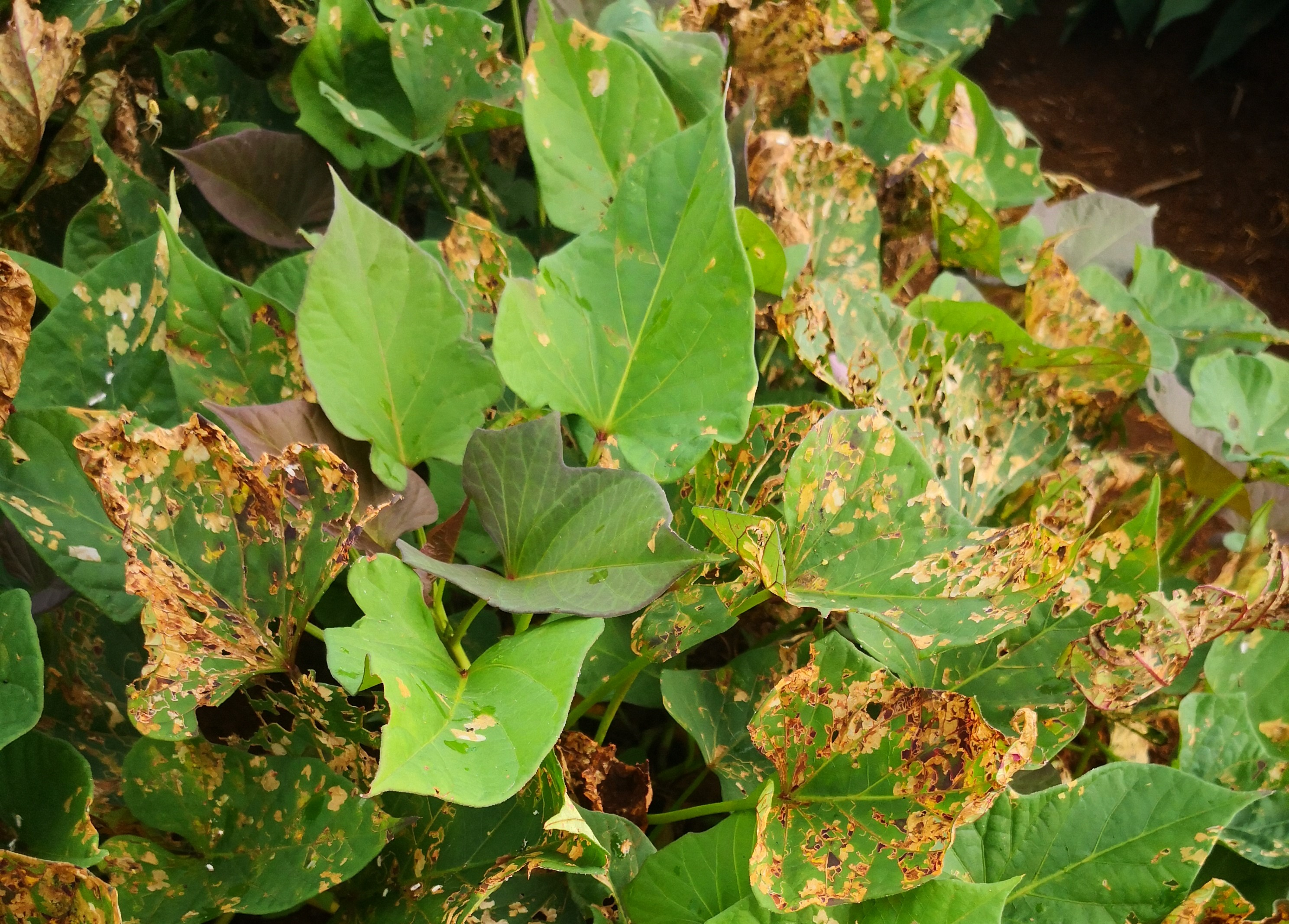
Feuillage de patate douce attaqué par des larves de mouches mineuses (Bedellia somnulentella).

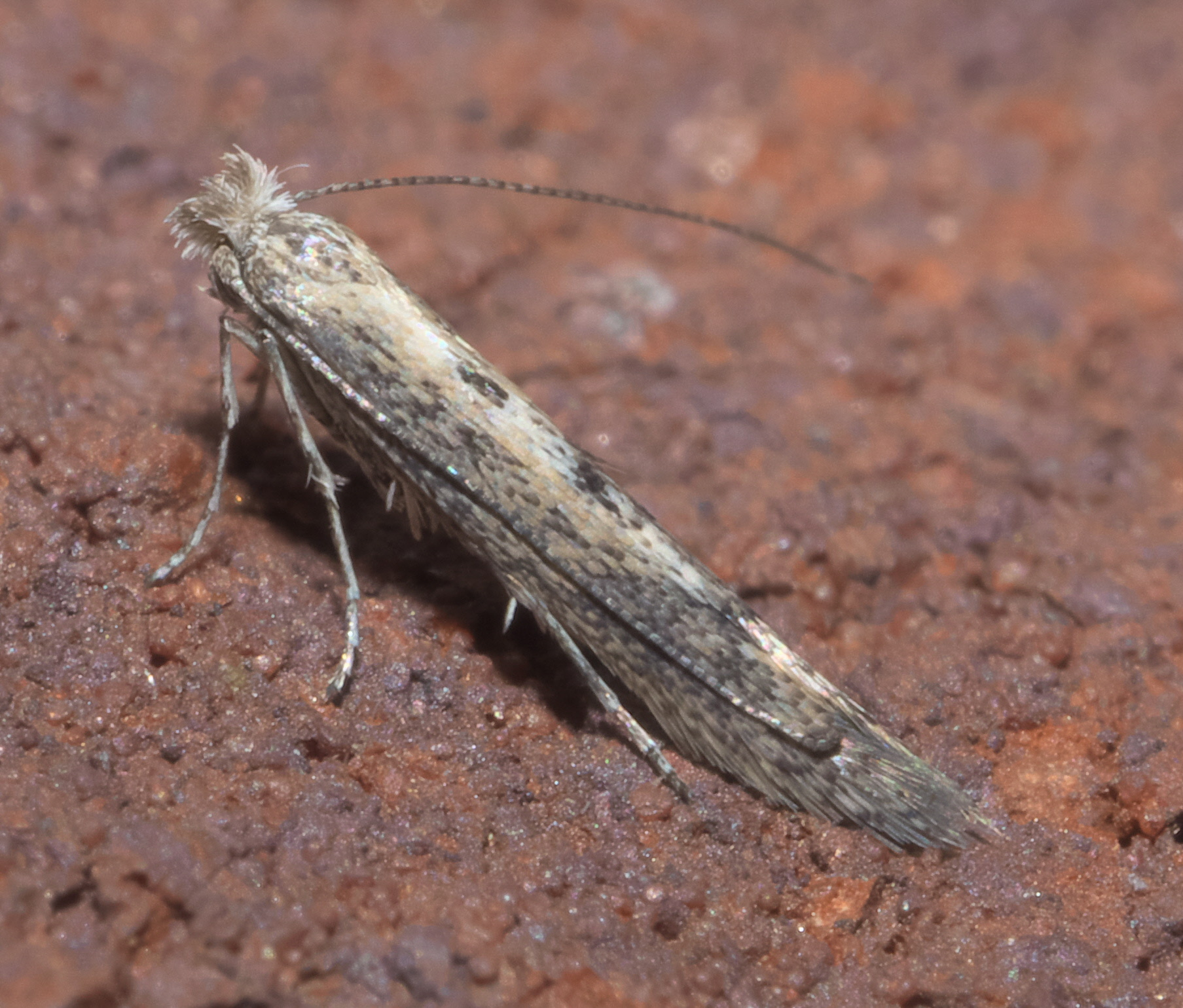
Bedellia somnulentella (imago).

De nombreuses espèces d'insectes sont des déprédateurs de la patate douce.
- des charançons :
  - Cylas formalis,
  - Cylas formicarius,
  - Cylas puncticollis,
  - Euscepes postfasciatus
  - Alcidodes dentipes,
  - Alcidodes waltoni.
- des vers fil-de-fer (larves de taupins)
  - Conoderus falli,
  - Conoderus vespertinus,
  - Melanorus sp.
- des altises
  - Chaetocnema confinis,
  - Systena blanda,
  - Systena elongata,
  - Systena frontalis (altise à tête rouge).
- des chrysomèles
  - Diabrotica adelpha,
  - Diabrotica balteata,
  - Diabrotica undecimpunctata (chrysomèle maculée du concombre),
  - Aspidomorpha sp.
  - Aspidimorpha convolvuli (casside de la patate douce),
  - Calasposoma dauricum
- des chenilles défoliatrices
  - Agrius cingulata,
  - Agrius convolvuli (sphynx de la patate),
  - Acraea acerata.
- des noctuelles
  - Bedellia sommulentella,
  - Brachnmia macroscopa,
  - Prodenia litura.
- des foreurs de tiges
  - Megastes grandalis (pyrale de la patate douce)
  - Megastes pusialis (pyrale de la patate douce)
  - Omphisa anastomosalis

- des mouches mineuses
  - Bedellia somnulentella

- des punaises
  - Spartocera batatas (punaise de la patate douce),
  - Physomerus grossipes,
- vecteurs de virus[2] :
  - pucerons : Aphis gossypii, etc.
  - aleurodes : Bemisia tabaci, etc.

## Nématodes
De nombreuses espèces de nématodes affectent la patate douce partout où elle est cultivée.  :
- Meloidogyne incognita
- Meloidogyne javanica
- Meloidogyne hapla
- Meloidogyne enterolobii
- Rotylenchulus reniformis, nématode réniforme.
- Belonolaimus longicaudatus
- Belonolaimus gracilis
- Ditylenchus dipsaci
- Ditylenchus destructor
- Pratylenchus coffeae

## Autres groupes
Des acariens, tels que Eriophyes  gastrotrichus, sont responsables de l'érinose.
Des mammifères  peuvent aussi causer des dégâts aux cultures et aux tubercules stockés, notamment des rats.